# G-фактор
g-фа́ктор — множник, який пов'язує між собою гіромагнітне співвідношення частинки із класичним значенням гіромагнітного співвідношення:
{\displaystyle \gamma =g\gamma _{0}}.
Для класичної частинки g-фактор дорівнює 1, для вільних квантових частинок з спіном ½, це значення дорівнює 2, для реальних частинок експериментально визначене значення g-фактора може відрізнятися як від 1 так і від 2, і є однією з характеристик частинки.

## g-фактор електрона
Рівняння Дірака, яке описує квантовий електрон, дає для g-фактора значення −2. Однак, експериментальні дослідження, які провели в 1947 Полікарп Куш і Фолі виявили, що g-фактор електрона відрізняється від двійки. Пояснення цьому дав Джуліан Швінгер в рамках квантової електродинаміки. Відмінність зумовлена взаємодією електрона з віртуальними фотонами. Теоретичне значення величини
{\displaystyle a={\frac {||g|-2|}{2}}={\frac {1}{2}}\left({\frac {\alpha }{\pi }}\right)-0,328479\left({\frac {\alpha }{\pi }}\right)^{2}+1,29\left({\frac {\alpha }{\pi }}\right)^{3}},
де {\displaystyle \alpha } — стала тонкої структури. Це значення узгоджується з експериментальним з точністю до 10-6.
У 1955 Полікарп Куш отримав Нобелівську премію з фізики за точне вимірювання магнітного моменту електрона, а, отже, g-фактора.

## g-фактори інших частинок
g-фактор іншого лептона, мюона майже не відрізняється від g-фактора електрона, оскільки також зумовлений електромагнітною взаємодією. g-фактори адронів значно відрізняються від теоретичних значень, оскільки в їхньому формуванні беруть участь віртуальні частинки, що переносять сильну взаємодію.

## g-фактори різних частинок
| Елементарна частинка                      | g-фактор         | Похибка         |
| ----------------------------------------- | ---------------- | --------------- |
| Електрон {\displaystyle g_{\mathrm {e} }} | −2,0023193043622 | 0,0000000000015 |
| Нейтрон {\displaystyle g_{\mathrm {n} }}  | −3,82608545      | 0,00000090      |
| Протон {\displaystyle g_{\mathrm {p} }}   | 5,585694713      | 0,000000046     |
| Мюон {\displaystyle g_{\mu }}             | −2,0023318414    | 0,0000000012    |